# Dionísio João Hage
Dionísio João Hage (Santarém, 9 de outubro de 1935) é um advogado e político brasileiro, vindo de uma família tradicionalmente libanesa, com atuação no Pará, estado que representou na Câmara dos Deputados.

## Biografia
Com familia diretamente vinda do Líbano, filho de João Jorge Hage e de Geni Abnauder Hage. Advogado formado em Ciências Jurídicas e Sociais pela Universidade Federal do Pará e  professor de História, dirigiu o Instituto de Educação do Pará (IEP) e foi assessor jurídico e presidente da Fundação Educacional do Estado do Pará, além de membro do Conselho Estadual de Educação e delegado do  Ministério da Educação e Cultura. Durante o segundo governo Alacid Nunes foi Secretário de Educação afastando-se do cargo a tempo de eleger-se deputado federal pelo PMDB em 1982 e como parlamentar votou a favor da Emenda Dante de Oliveira e em Tancredo Neves na eleição presidencial indireta em 1985. Com a criação do PFL ingressou no partido e foi candidato a prefeito de Belém em 1985 sendo derrotado por Coutinho Jorge.
Reeleito deputado federal em 1986 participou da Assembleia Nacional Constituinte que promulgou a Constituição de 1988. Entusiasta da candidatura de Fernando Collor na eleição presidencial de 1989, filiou-se ao PRN mas não foi reeleito em 1990 retornando a partir de então à advocacia.